# Верхняя Давыдовка
Верхняя Давыдовка — село в Пермском крае России, в составе Осинского района, административный центр Верхнедавыдовского сельского поселения.

## География
Село расположено на малой реке Давыдовке (правый приток Камы). Расстояние до областного центра, города Перми, — 154 км, до районного центра, города Осы, — 13 км, до ближайшей пристани — 13 км. Связь с районным центром осуществляется по автомобильной дороге с гравийным покрытием, а затем паромом через Каму на автомобильную дорогу краевого значения с твёрдым покрытием.

## История
Поселение известно с 1762 года как деревня Верх-Давыдовка.
В 1909 году по возведении Свято-Троицкой деревянной церкви стала селом.
С 1920 по 1924 годы в селе существовала коммуна «Заря свободы».
В 1931 году образован колхоз «Колос», который 22 янв. 1951 г. был укрупнён (слились четыре сельхозартели) и получил новое название — «Память Калинина» (правление колхоза находилось в селе до июля 1975 года).
До января 2006 года Верх-Давыдовка являлась центром Верхдавыдовского сельского совета.

## Население
| 2010 |
| ---- |
| 298  |

## Инфраструктура
В селе имеются сельскохозяйственное предприятие — СПК «Закамский», отделение почтовой связи, фельдшерско-акушерский пункт.
Учреждения народного образования представлены основной общеобразовательной школой и детсадом, учреждения культуры — Домом культуры, библиотекой.

## Достопримечательности
- Памятник жертвам гражданской войны

## Прославленные уроженцы
- Вениамин Степанович Зорин (1884—1962), учёный-химик, родился в селе[4].